# Leigh-Anne Thompson
Leigh-Anne Thompson (8 gennaio 1964) è un'ex tennista statunitense.

## Carriera
In carriera ha vinto un titolo nel singolare, il WTA New Jersey nel 1982. Nei tornei del Grande Slam ha ottenuto il suo miglior risultato raggiungendo il terzo turno nel singolare agli US Open nel 1981 e nel 1985.

## Statistiche

### Singolare

#### Vittorie (1)
| Numero | Anno           | Torneo                 | Superficie | Avversaria in finale | Punteggio |
| 1.     | 29 agosto 1982 | WTA New Jersey, Mahwah | Cemento    | Bettina Bunge        | 7-6, 6-3  |

### Risultati in progressione
| Sigla | Risultato               |
| ----- | ----------------------- |
| V     | Vincitore               |
| F     | Finalista               |
| SF    | Semifinalista           |
| O     | Oro olimpico            |
| A     | Argento olimpico        |
| SF    | Bronzo olimpico         |
| QF    | Quarti di Finale        |
| 4T    | Quarto turno            |
| 3T    | Terzo turno             |
| 2T    | Secondo turno           |
| 1T    | Primo turno             |
| RR    | Round Robin             |
| LQ    | Turno di qualificazione |
| A     | Assente                 |
| ND    | Non disputato           |

| Legenda superfici    |
| -------------------- |
| Cemento              |
| Terra battuta        |
| Erba                 |
| Superficie variabile |

#### Singolare nei tornei del Grande Slam
| Torneo          | 1981 | 1982 | 1983 | 1984 | 1985 | 1986 |
| --------------- | ---- | ---- | ---- | ---- | ---- | ---- |
| Australian Open | A    | A    | A    | A    | A    | ND   |
| Open di Francia | A    | 2T   | 1T   | A    | A    | A    |
| Wimbledon       | A    | 1T   | A    | A    | A    | A    |
| US Open         | 3T   | 2T   | 1T   | 1T   | 3T   | 1T   |

#### Doppio nei tornei del Grande Slam
| Torneo          | 1982 | 1983 |
| --------------- | ---- | ---- |
| Australian Open | A    | A    |
| Open di Francia | 2T   | 1T   |
| Wimbledon       | A    | A    |
| US Open         | 2T   | A    |

#### Doppio misto nei tornei del Grande Slam
Nessun partecipazione